# Stacie Anaka
Stacie Anaka (née le 5 septembre 1987 à Victoria (Colombie-Britannique)) est une lutteuse canadienne.
Elle est médaillée d'argent aux Championnats du monde de lutte 2013 à Budapest dans la catégorie des moins de 67 kg.
Elle obtient aussi aux Championnats panaméricains de lutte une médaille d'or en 2013 et deux médailles de bronze en 2009 et 2010 ainsi qu'une médaille de bronze à l'Universiade d'été de 2013 à Kazan.